# Larry Spriggs
Larry Michael Spriggs (Cheverly, 8 settembre 1959) è un ex cestista statunitense, professionista nella NBA, in Europa e in Argentina.

## Carriera
Venne selezionato dagli Houston Rockets al quarto giro del Draft NBA 1981 (81ª scelta assoluta).

## Palmarès
- CBA Rookie of the Year (1982)
- All-CBA First Team (1982)
- All-CBA Second Team (1983)
- Campionato NBA: 1

Los Angeles Lakers: 1985